# Gardenia trochainii
Gardenia trochainii là một loài thực vật có hoa trong họ Thiến thảo. Loài này được Sillans mô tả khoa học đầu tiên năm 1953.